# Microsporum canis
Microsporum canis è un dermatofita zoofilico, presente in tutto il mondo, frequente causa della tricofitosi (tigna) negli esseri umani, e in particolare nei bambini.
Invade i capelli, la pelle e raramente le unghie. I capelli invasi mostrano un'infezione del tipo ectotrix e presentano flourescenza giallo-verdastra alla luce ultravioletta.
I gatti ed i cani sono le principali fonti dell'infezione.
In Sabouraud dextrose agar le colonie si presentano piane, con una superficie densamente cotonosa, granulosa o polverulenta, che può mostrare alcune scanalature radiali. 
Le colonie hanno solitamente un colore che va dal giallo dorato chiaro al giallo-brunastro, ma può capitare di trovare anche ceppi incolori.

## Microscopia
Macroconidiabbondanti, generalmente fusiformi, poliloculati (con 5-15 cellule), verrucosi, a pareti spesse.
Microconidiscarsi, piriformi o clavati.

## Specie simili
Il M. canis si distingue dal M. audouinii, poiché perfora i capelli e cresce sui grani di riso, sui quali produce un tipico pigmento giallo cupo.